# Pulmonoscorpius
Pulmonoscorpius kirktonensis (literalmente  “escorpión con pulmones”) es una gigantesca especie extinta de escorpión que vivió a mediados del Carbonífero Inferior. Sus fósiles fueron encontrados en Escocia.

## Características
En vida, esta especie llegaba hasta 70 centímetros de longitud, y tenía una semejanza superficial a los escorpiones modernos. Se cree que  Pulmonoscorpius llegó a un tamaño tan grande debido a una mayor concentración de oxígeno atmosférico en el Carbonífero. Esta fue del 35%, mientras que hoy es sólo el 21%. Es el mayor arácnido conocido de todos los tiempos. (Algunos géneros como Brontoscorpio o Gigantoscorpio pudieron ser mayores).

## Historia natural
Se cree que  sería un cazador diurno, debido a la presencia de ojos compuestos laterales relativamente grandes, que se han atrofiado en los escorpiones modernos, que son principalmente nocturnos. Como todos los escorpiones conocidos, se supone que Pulmonoscorpius era depredador. Sin embargo, debido a que el aguijón es comparativamente mucho mayor que sus pinzas, probablemente fue utilizado para inyectar veneno y,  posiblemente, comenzar la digestión de sus presas, en lugar de capturarla y destrozarla con sus pinzas. Debido a su gran tamaño  se supone que pudo cazar pequeños tetrápodos.

## En la cultura popular
Una hembra Pulmonoscorpius apareció en la serie Prehistoric Park, en donde Nigel Marven la captura para llevarla al presente y salvarla de un incendio.